# Tabernaemontana amygdalifolia
Tabernaemontana amygdalifolia är en oleanderväxtart som beskrevs av Nikolaus Joseph von Jacquin. Tabernaemontana amygdalifolia ingår i släktet Tabernaemontana och familjen oleanderväxter. Inga underarter finns listade i Catalogue of Life.